# André Louf
André Louf (Lovanio, 29 dicembre 1929 – Mont-des-Cats, 12 luglio 2010) è stato un religioso, teologo e biblista belga monaco trappista della Comunità monastica di Mont-des-Cats .
Dopo aver scoperto casualmente nel 1945 l'abbazia trappista di Mont-des-Cats vi entra quattro anni dopo come novizio. Come professo completa gli studi biblici a Roma e nel 1969, a 33 anni, è eletto abate. Studioso dei Padri è stato un apprezzato autore spirituale. Nel 2004 papa Giovanni Paolo II lo invita a comporre per la Via Crucis del Venerdì santo al Colosseo.
Muore nel monastero dove ha vissuto tutta la propria vita il 12 luglio 2010.

## Opere (elenco parziale)
- André Louf, L'umiltà, Qiqajon, 2000
- André Louf, Consigli per la vita spirituale, Qiqajon, 2009
- André Louf, La vita spirituale, Qiqajon, 2001
- André Louf, Beata debolezza. Omelie per le domeniche, EMP, 2000
- André Louf, Signore, insegnaci a pregare. Volume 4 di Collana di teologia, Marietti, 1976
- André Louf, Dio intimo. Parole di monaci, EMP, 2004
- André Louf, Lo spirito prega in noi, Qiqajon, 1995
- André Louf, Generati dallo Spirito. L'accompagnamento spirituale oggi, Qiqajon, 1994
- André Louf, Sotto la guida dello Spirito, Qiqajon, 1990
- André Louf, La via cistercense: alla scuola dell'Amore, Edizioni Borla, 1990